# Northern & Shell

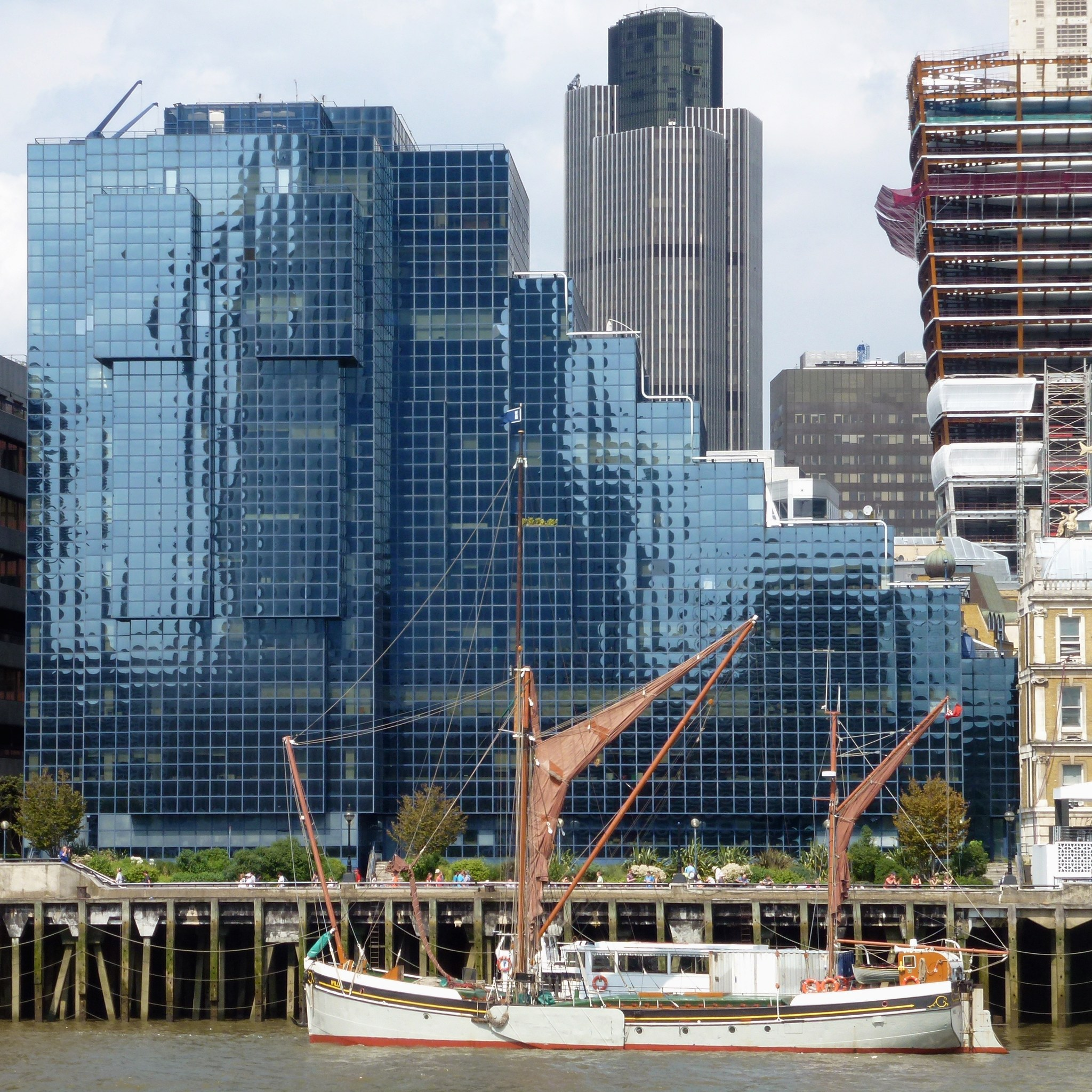
Hoofdkantoor van Northern & Shell

De Northern and Shell Media Group is een Brits persbedrijf dat de Britse kranten de Daily Express en de Daily Star uitgeeft, plus hun magazines en zondagsuitgaven. Het bedrijf geeft tevens een aantal Britse pornobladen uit, zoals Asian Babes en Big Ones. De directeur is Richard Desmond. 
Ook publiceerde het bedrijf in 1982 een Britse versie van het Amerikaanse pornotijdschrift Penthouse en in 1993 het roddelblad OK!. Omdat Desmond met Northern & Shell zoveel pornografische bladen uitgeeft, kreeg hij in Engeland de bijnaam "Dirty Des". Desmond bezit naast de Northen Shell and Media Group ook nog drie pornografische televisiezenders in Engeland, namelijk Television X, Red Hot TV en Fantasy Channel.